# 惠帕尼
惠帕尼（英語：Whippany）是位於美國新澤西州摩里斯縣的普查規定居民點。

## 人口
根據2020年美國人口普查的數據，惠帕尼的面積為14.90平方千米，當中陸地面積為14.60平方千米，而水域面積為0.30平方千米。當地共有人口8863人，而人口密度為每平方千米594.83人。